# Musique électroacoustique

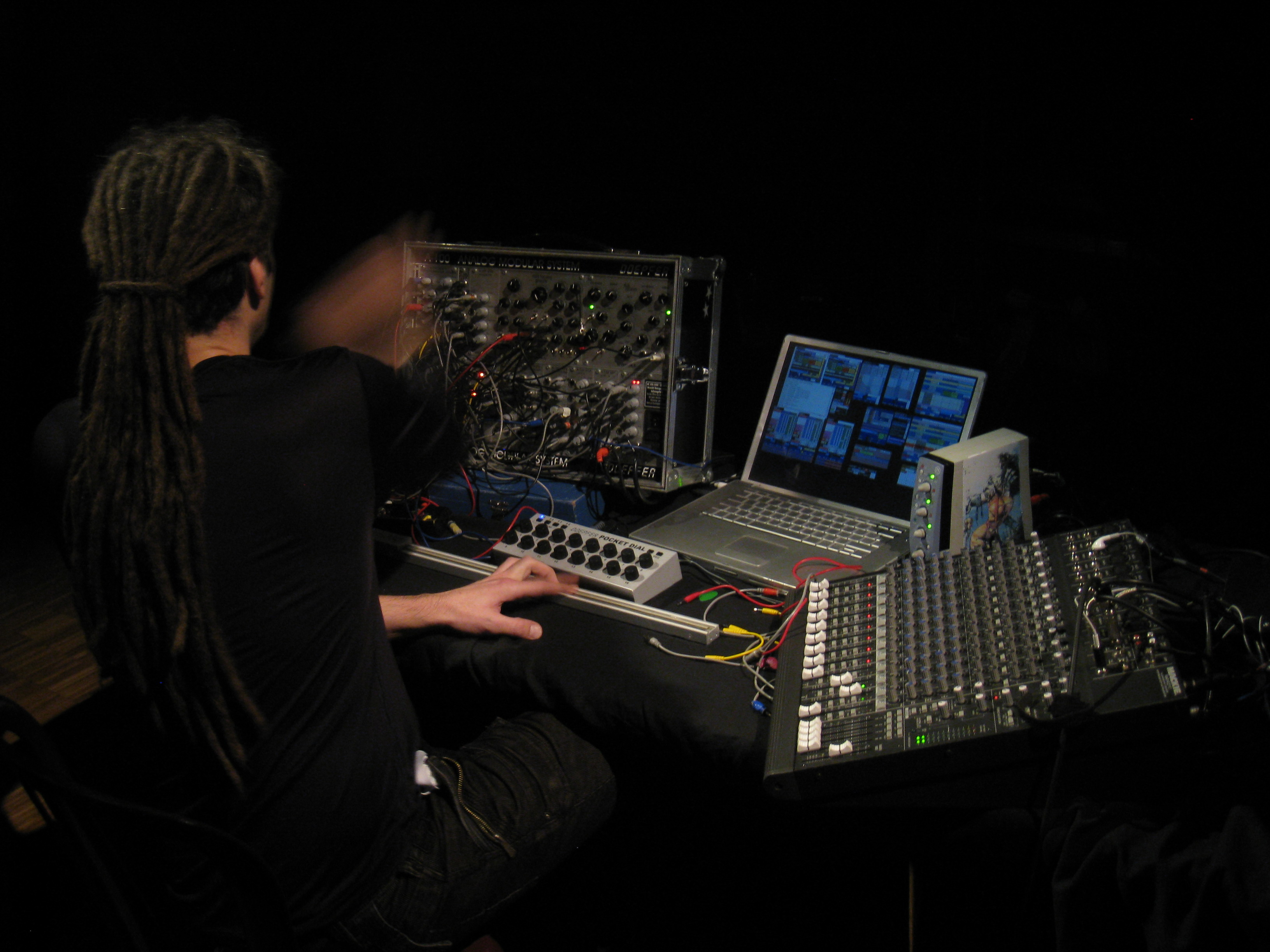
Robert Piotrowicz, au Lausanne Underground Film and Music Festival, en 2010.

La musique électroacoustique est le terme définissant les musiques non exclusivement instrumentales, dont des éléments sonores sont enregistrés, transformés et reproduits sur bande magnétique ou par ordinateur. Elle puise ainsi son origine à la fois dans la musique concrète conceptualisée en France par Pierre Schaeffer en 1948 et dans la musique électronique développée au début des années 1950 à Cologne. Elle regroupe des courants aussi divers que la musique acousmatique, la musique mixte, ou le paysage sonore. Tout en étant souvent considérée comme un sous ensemble de la musique électronique, sa définition et ses caractéristiques restent sujettes à de nombreux débats puisqu'elle ne prend pas en compte l'aspect stylistique de la musique, mais plutôt les techniques de studio permettant de la créer.

## Terminologie
La définition de la musique électroacoustique a toujours suscité de nombreux débats. Toutefois, quatre définitions sont souvent défendues :
- le terme musique électroacoustique désigne tout type de musique dans laquelle l’électricité a un rôle autre que la simple utilisation du microphone ou de l’amplification pour la production de cette musique (Leigh Landy)[1] ;
- tout ce qui utilise la conversion d'un signal acoustique en signal électrique et vice versa ;
- musique utilisant la technologie pour enregistrer, produire, créer, manipuler et diffuser le son ;
- toutes les activités utilisant l'électricité pour produire, manipuler, diffuser et étudier le son (ce que l'on nomme Electroacoustics dans les pays anglo-saxons).

Même si toute musique électroacoustique est créée à partir de la technologie électronique, les travaux ayant rencontré le plus de succès impliquent en général les aspects de la création sonore qui étaient jusqu'alors inaccessibles au jeu musical réalisé avec les instruments de musique traditionnels. La plupart des compositions électroacoustiques utilise des sons inaccessibles à, par exemple, l'orchestre traditionnel. Ces sons peuvent inclure des sons d'origine acoustique, des sons de synthèse ou produits par ordinateur[réf. nécessaire].
Les compositions électroacoustiques explorent aussi fréquemment les caractéristiques spatiales du son. La trajectoire et la distance d'un son peuvent être paramétrées par rapport à son champ d'écoute. La musique électroacoustique se préoccupe typiquement moins des notions « traditionnelles » liées à la partition et ses rythmes métriques, à l'harmonie et à la mélodie, mais bien plutôt de l'interaction entre la gestuelle et la texture du son et de ce que Denis Smalley appelle la « spectromorphologie », soit la sculpture du spectre sonore dans le temps. Il y a aussi plusieurs autres expressions qui sont soit synonymes à la musique électroacoustique, soit des sous-branches ou encore des courants chapeautant la musique électroacoustique incluant notamment musique expérimentale, électroacoustique improvisée (EAI), musique assistée par ordinateur, design sonore, art audio, art radiophonique, musique concrète, field recording, électronique expérimental, et art sonore.

## Histoire
Plusieurs placent les débuts de la musique électroacoustique de la fin des années 1940 au début des années 1950 et en particulier avec les travaux de deux groupes de compositeurs dont les orientations esthétiques étaient radicalement différentes.
À Paris, en France, le groupe de recherche en « musique concrète » a eu pour pionnier Pierre Schaeffer. Sa conception musicale était basée sur la juxtaposition, le mixage et la transformation de toutes sortes de sons enregistrés sur disque puis, à partir de 1951, sur bande. En 1948, Pierre Schaeffer écrivait dans son journal : « Nous appliquons le qualificatif d'abstrait à la musique habituelle du fait qu'elle est d'abord conçue par l'esprit, puis notée théoriquement, enfin réalisée dans une exécution instrumentale. Nous avons en revanche appelé notre musique concrète, parce qu'elle est constituée à partir d'éléments préexistants empruntés à n'importe quel matériau sonore, qu'il soit bruit ou musique habituelle, puis composée expérimentalement par une construction directe ».
À Cologne, en Allemagne, le groupe Elektronische Musik mis en place vers 1949-1951 par le compositeur Herbert Eimert et le physicien Werner Meyer-Eppler travaille uniquement sur des sons générés par des moyens électroniques, en particulier les ondes sinusoïdales[réf. souhaitée]. Le contrôle précis réalisé en studio permettait ce qu'Herbert Eimert considérait comme l'extension électronique et même le perfectionnement du sérialisme. En studio, des opérations sérielles pouvaient être appliquées aux éléments sonores tels que le timbre et la dynamique. 
Le lien commun entre les deux écoles était que la musique était enregistrée puis joué par des haut-parleurs, sans interprète. Même si le sérialisme est largement abandonné par les différents milieux électroacoustiques, il reste que la majorité des morceaux électroacoustiques utilisent une combinaison de sons pré-enregistrés et de sons de synthèse. Le schisme entre les approches de Schaeffer et d'Eimert est surmonté. Les premiers exemples de ceci sont les morceaux Musique sans titre (1950) et Haut voltage (1956) de Pierre Henry ainsi que Gesang der Jünglinge de Karlheinz Stockhausen créé à Cologne le 30 mai 1956.
Il existe quelques expérimentations isolées de musique électronique ayant précédé celles de Pierre Schaeffer en 1948. Ottorino Respighi utilise un enregistrement phonographique d'un chant de rossignol dans son œuvre orchestrale Les Pins de Rome en 1924, avant même l'introduction des phonographes électriques. Le cinéaste expérimental Walter Ruttmann créée Weekend, un collage sonore réalisé sur une bande son optique en 1930. John Cage utilise des enregistrements phonographiques de tonalités d'essai mixés à des instruments joués en direct dans Imaginary Landscape no. 1 en 1939. Dans la première moitié du XXe siècle, un nombre important de compositeurs revendiquaient aussi l'utilisation de son électronique dans leur composition, parmi lesquels notamment Ferruccio Busoni, Luigi Russolo et Edgard Varèse.
Pendant les années 1960 et 1970, de nombreux studios sont créés dans le monde et divers courants sont apparus dont : la musique acousmatique autour du GRM dirigé de 1966 à 1997 par François Bayle en France, Francis Dhomont au Québec, et Denis Smalley au Royaume-Uni. Ce courant défend une musique uniquement sur support, projetée sur un orchestre de haut-parleurs et construite à partir d'images-de-sons ; le paysage sonore (en anglais : soundscape composition) autour de Murray Schafer et Barry Truax (en) au Canada, mouvement très proche de l'écologie acoustique produit des œuvres à partir d'enregistrement de paysages sonores réels ; et la computer music aux États-Unis défend quant à elle l'utilisation de l'ordinateur pour réaliser toute ou une partie de l'œuvre. D'autres courants ont touché l'ensemble des studios et apparaissent comme des mouvements transversaux : l'EAI (improvisations libres électro-acoustiques), le live electronics (parfois proche du courant free jazz) ou la musique mixte mêlant des sons enregistrés et un ou plusieurs musiciens sur scène.

## Caractéristiques
Le champ de la musique électroacoustique est vaste. D'importants centres de recherche et de composition musicale existent à travers le monde et il y a de nombreux festivals et conférences présentant la musique électroacoustique, notamment la conférence internationale de la musique sur ordinateur (International Computer Music Conference (en), ICMC), la conférence internationale sur les nouvelles interfaces pour l'expression musicale (New Interfaces for Musical Expression (en), NIME), la conférence EMS (Electronic Music Studies Conference), le festival international de musiques électroacoustiques Synthèse de l'Institut international de musique électroacoustique de Bourges (Imeb), le festival international d'art acousmatique et des arts de support Futura, le Festival Présences et Présences électronique en France et le festival Ars Electronica à Linz en Autriche.
Un certain nombre de structures et institutions nationales promeuvent ce courant musical, tels que la Communauté électroacoustique canadienne (CEC), le Groupe de Recherches Musicales (GRM), l'Institut de recherche et coordination acoustique/musique (IRCAM), l'Institut International de Musique Électroacoustique de Bourges (IMEB) et Motus en France, le SEAMUS (en) aux États-Unis, l'ACMA en Australie et le réseau Sonic Arts Network au Royaume-Uni.
Les revues consacrées à la recherche en musique électroacoustique Computer Music Journal (du Massachusetts Institute of Technology) et Organised Sound sont parmi les revues les plus reconnues internationalement. Beaucoup d'autres publications nationales existent sous forme imprimée ou électronique.
L'electronica, de par sa technique, est de plus en plus liée à la musique électroacoustique. Depuis quelques années, plusieurs musiciens d'électronica ont été très influencés par les compositeurs de musique électroacoustique, par exemple Amon Tobin, Autechre, Aphex Twin, Gescom et Squarepusher.

## Compositeurs
A
- Frédéric Acquaviva
- Monty Adkins
- Javier Álvarez
- Miguel Álvarez-Fernández
- James Andean
- Elizabeth Anderson
- Jon Appleton
- Patrick Ascione
- Bruno d'Auzon
- Miguel Azguime

B
- Claude Ballif
- Natasha Barrett
- Françoise Barrière
- Sergio Barroso
- Wende Bartley
- Dominique Bassal
- Alain Basso
- François Bayle
- Martin Bédard
- José Manuel Berenguer (es)
- David Berezan
- Luciano Berio
- Rafael Bernabeu Garcia
- Nicolas Bernier
- Jean-Luc Hervé Berthelot
- Hervé Birolini
- Manuella Blackburn
- Konrad Boehmer
- Pierre Boeswillwald
- Rainer Boesch
- Georges Bœuf
- Lars-Gunnar Bodin
- Michèle Bokanowski
- Christian Bouchard
- André Boucourechliev
- Léa Boudreau
- Ned Bouhalassa
- Marie-Hélène Breault

C
- John Cage
- Roland Cahen
- Christian Calon
- Jean-Christophe Camps
- Michel Chion
- John Chowning
- Pierre Clemens (artiste)
- Christian Clozier
- Robert Cohen-Solal
- Darren Copeland
- Micheline Coulombe Saint-Marcoux

D
- Ana Dall'Ara-Majek
- Yves Daoust
- Mario Davidovsky
- Yannick Dauby
- Sophie Delafontaine
- Marcelle Deschênes
- Francis Dhomont
- Santiago Diez Fischer
- Charles Dodge
- Paul Dolden
- Ingrid Drese
- Louis Dufort
- Denis Dufour
- Chantal Dumas
- Stephan Dunkelman

E
- Herbert Eimert
- Jean-Claude Éloy
- eRikm

F
- Jean-Baptiste Favory
- Luc Ferrari
- Beatriz Ferreyra
- Georges Forget
- Bernard Fort
- Marie-Hélène Fournier

G
- Gilles Gobeil
- Karel Goeyvaerts
- Christine Groult

H
- Jean-Louis Hargous
- Jonty Harrison
- Jonathan Harvey
- Christophe Havel
- Kim Hedås
- Pierre Henry
- Elizabeth Hoffman
- Terri Hron

I
J
- Pascale Jakubowski
- Monique Jean
- Pierre Jodlowski
- Jérôme Joy
- Elsa Justel

K
- Georg Katzer
- Dieter Kaufmann
- Gottfried Michael Koenig
- Ernst Křenek

L
- Sophie Lacaze
- Dan Lander
- Jean-François Laporte
- Vincent Laubeuf
- Philippe Le Goff
- Martin Leclerc
- Pierre-Luc Lecours
- Daniel Leduc
- Jacques Lejeune
- Philippe Leroux
- Andrew Lewis (en)
- György Ligeti
- Elainie Lillios
- Alain Lithaud
- Theodore Lotis
- Alvin Lucier
- Otto Luening

M
- Alistair MacDonald
- François-Bernard Mâche
- Bruno Maderna
- Annie Mahtani
- Clara Maïda
- Mesías Maiguashca
- Ivo Malec
- Philippe Manoury
- Lionel Marchetti
- Jean-Étienne Marie
- Elio Martusciello
- Vanessa Massera
- Antony Maubert
- Toshirō Mayuzumi
- Olivier Messiaen
- Philippe Mion
- Philippe Moënne-Loccoz
- Adrian Moore (en)

- Éric Mulard

N
- Steven Naylor
- Luigi Nono
- Katharine Norman
- Robert Normandeau
- Erik Nyström

O
- James O’Callaghan
- Michael Obst (en)
- Pauline Oliveros
- John Oswald

P
- Bernard Parmegiani
- Åke Parmerud
- Arturo Parra
- Jorge Peixinho
- Michel Philippot
- Eduardo Polonio (es)
- Henri Pousseur
- Lucie Prod'homme

R
- Gilles Racot
- Laurie Radford
- Éliane Radigue
- Guy Reibel
- Steve Reich
- Claire Renard
- Gisèle Ricard
- Carole Rieussec
- Jean-Claude Risset
- Jean-Michel Rivet
- Manuel Rocha Iturbide
- Mario Rodrigue
- Curtis Roads
- Fausto Romitelli
- Stéphane Roy

S
- Pierre Schaeffer
- Daniel Scheidt
- Claude Schryer
- Ambrose Seddon
- Denis Smalley
- Randall Smith
- Tim Souster (en)
- Georgia Spiropoulos
- Adam Stanović
- Níkos Stavrópoulos
- Karlheinz Stockhausen
- Pete Stollery (en)

T
- Tōru Takemitsu
- Alain Thibault
- Benjamin Thigpen
- Todor Todoroff
- Gilles Tremblay
- Jacques Tremblay
- Marc Tremblay
- Pierre Alexandre Tremblay
- Barry Truax (en)
- Roxanne Turcotte
- Hans Tutschku

U
- Vladimir Ussachevsky

V
- Horacio Vaggione
- Annette Vande Gorne
- Edgard Varèse
- Nicolas Vérin
- Giovanni Verrando
- Franck Vigroux
- Alejandro Vinao
- Ezequiel Viñao
- Jean Voguet

W
- Hildegard Westerkamp
- Trevor Wishart
- Marie-Jeanne Wyckmans

X
- Iannis Xenakis

Y
- John Young (en)
- La Monte Young

Z
- Christian Zanési